# Saint-Martin-de-Ribérac
Saint-Martin-de-Ribérac – miejscowość i gmina we Francji, w regionie Nowa Akwitania, w departamencie Dordogne.
Według danych na rok 1990 gminę zamieszkiwało 607 osób, a gęstość zaludnienia wynosiła 37 osób/km² (wśród 2290 gmin Akwitanii Saint-Martin-de-Ribérac plasuje się na 638. miejscu pod względem liczby ludności, natomiast pod względem powierzchni na miejscu 683.).